# Skydancer + Of Chaos and Eternal Night
Skydancer + Of Chaos and Eternal Night è una ristampa dell'album Skydancer della band melodic death metal Dark Tranquillity, pubblicata più volte a partire dal 1996. Contiene anche l'EP Of Chaos and Eternal Night uscito successivamente all'album.

## Tracce
1. "Nightfall by the Shore of Time"
2. "Crimson Winds"
3. "A Bolt of Blazing Gold"
4. "In Tears Bereaved"
5. "Skywards"
6. "Through Ebony Archways"
7. "Shadow Duet"
8. "My Faeryland Forgotten"
9. "Alone"
10. "Of Chaos and Eternal Night"
11. "With the Flaming Shades of Fall"
12. "Away, Delight, Away"
13. "Alone '94

## Formazione
- Anders Fridén - voce (tracce 1-9)
- Mikael Stanne - voce (tracce 10-13), chitarra e voce (tracce 1-9, 13)
- Niklas Sundin - chitarra, chitarra acustica (tracce 1-9, 13)
- Martin Henriksson - basso, chitarra acustica (tracce 1-9, 13)
- Fredrik Johansson - chitarra (tracce 10-12)
- Anders Jivarp - batteria
- Anna-Kaisa Avehall - voce (tracce 3, 6)
- Stefan Lindgren - voce (traccia 7)
- Fredrik Nordström - tastiera (tracce 10-12)